# Heliconius zoraida
Heliconius zoraida är en fjärilsart som beskrevs av Heinrich Neustetter 1925. Heliconius zoraida ingår i släktet Heliconius och familjen praktfjärilar. Inga underarter finns listade i Catalogue of Life.